# コロラド鉱山大学
コロラド鉱山大学(単にMinesとも呼ばれる)はアメリカのコロラド州ゴールデンにある地球の天然資源に関する開発・管理の専門知識を擁する工学・応用科学に特化した州立大学である。
USニューズ&ワールド・レポートによる2017年のBest National Universitiesにおいて82位、QS World University Rankingsによる2016-2017年のランキングでは鉱山工学系の研究機関のうち1位にランキングされている。

## 歴史
ゴールドラッシュが盛んだった1859年にゴールデンが鉱夫や開拓者の補給拠点として創設され、1866年に米国聖公会の司祭であるGeorge M. Randallがこの地に派遣された際に鉱山工学を含めた大学のような高等教育機関の必要性を考え、1870年にゴールデンの南側にあったColorado University Schoolsの中にMatthews Hall divinity schoolと共に「Jarvis Hall Collegiate School」を創設し、1873年には米国聖公会の後援を受け鉱山学校を開設した。
1870年からの地方自体地への働きかけが功を奏し、1874年に公立学校となり1876年にコロラド州が出来た事により州立学校となった。学費についてはコロラド住人に対しては当初無料であった。また学章については、コロラドの著名な建築家Jacques Benedictによりデザインされた。
1880年に現在の場所に最初の建物が建設され1882年・1892年と順次建物が増築されていった。現在「Hill Hall」と呼ばれる建物が建っている場所はかつて"Chemistry Hall"と呼ばれる建物が建っていた。キャンパスの隣りに1894年建てられた建物は「Engineering Hall」と呼ばれ、現在も経済学・経営学の学舎として使われている。
最初の入学者および大学理事会は1879年で、1883年に2人の卒業者(William Beebe MiddletonおよびWalter Howard Wiley)のために初めての卒業式が行われた。最初の海外学生は1889年に、最初の女性入学者は1898年だった。1906年にはZion山にある実験的鉱山を生徒用の研究課題として世界で初めて学校として所有し、1930年にはIdaho SpringsにあるEdgar Mineに引き継がれた。
1879年にコロラド大学ボルダー校と合併する議論が展開されたが、鉱山工学に特化している本校の特色を生かすため、最終的に合併は行われなかった。
創設当初は学長というポジションはなく"Professor in Charge"が置かれたが、1880年より学長が就任した。また"M"と呼ばれる白い大きなMの字がZion山に1908年に作られ、1932年にはライトアップされるようになり、ゴールデンの名所の1つになっている。
初期は製図学、物理学、金属工学、化学、鉱山工学であったが、1920年代に地質学、地球物理学、原油工学が創設され、1946年に原油精製学が追加された。また技術的以外の教養の機会として人間学・美術及び社会科学(かつてはリベラル・アーツ及び国際学と呼ばれた)が生徒に提供された。またIdaho SpringsにはEdgar Mineの他にBen Parker学生センター、Arthur Lakes図書館、Green Centerがある。
2007年に新しい生徒用レクリエーションセンターが完成し、2008年にはCTLM(the Center for Technology and Learning Media)と呼ばれるメインのコンピュータ・センターの拡張が終了し、同年5月には"Ra"と呼ばれるスーパーコンピュータの設置が完了し、同校・国立再生可能エネルギー研究所・アメリカ大気研究センター・アメリカ国立科学財団の共同管理にて運営されている。
同校は「コロラド鉱山大学・地質学博物館」を運営しており、コロラド各地および世界から集められた岩や鉱物が展示され、ハーヴィー・ナイニンガーの隕石コレクションの一部であるFrank Allison金銀コレクションからの見本も展示されている。
また同校は「Colorado State Science Olympiad」を主催しており、北地区(Poudre高校主催)と南地区(Colorado Springs大学主催)を率いており、毎年の登録チームの数によるが1つもしくは2つのチームが全国大会まで進んでいる。またColorado Regional Science Bowl及びColorado State MathCounts Competition(デンバー大学と共に)を2年に一度主催している。
また1964年よりオイルシェールシンポジウムを主催しており、国際的なオイルシェール会議の重要な会議の1つとなっている。一度1992年に中断したが2006年より再開している
。

## 歴代学長
- Chris Stell. - 1873
- Gregory Board - 1875
- Milton Moss - 1878
- Albert C. Hale - 1880
- Regis Chauvenet - 1883
- Charles S. Palmer - 1902
- Victor C. Alderson - 1903
- William G. Haldane - 1913
- William B. Phillips - 1915
- Howard C. Parmelee - 1916
- Victor C. Alderson - 1917
- Melville F. Coolbaugh - 1925
- Ben H. Parker - 1946
- John W Vanderwilt - 1950
- Orlo E. Childs - 1963
- Guy T. McBride, Jr. - 1970
- George S. Ansell ? 1984
- Theodore A. Bickart - 1998
- John U. Trefny - 2000
- Myles W. Scoggins - 2006
- Paul C. Johnson - 2015

## 施設
同校の施設のデザインは、フランス第二帝政時代からポストモダンまでとバラエティ豊かに富んでおり、Robert S. RoeschlaubがHall of Engineeringを Jacques Benedict がSteinhauer Field Houseを,Temple Hoyne BuellがBerthoud Hallを設計・建築している。今日までに3つのメインの建物が失われているが(オリジナルのTerritorial School of Mines(1871-93)、Hall of Chemistry(1880-1958)、Paul Meyer Hall(1963-2016))、現在の建物は以下の通り:
- Alderson Hall
  - Chemical and Biological Engineering
- Berthoud Hall
  - Geology and Geological Engineering
- Brown Hall (Building)
  - Engineering (Civil, Electrical, Mechanical, undergraduate Environmental)
  - Computer Science
  - Mining Engineering
- Chauvenet Hall
  - Applied Math and Statistics
- Coolbaugh Hall
  - Chemistry and Geochemistry
  - Environmental Science and Engineering
- Center for Technology and Learning Media (CTLM)
  - Academic Computing and Networking
- Engineering Hall
  - Economics and Business
- General Research Laboratory and Geology Museum
- Green Center
  - Geophysics
  - GC Office of Events
- Guggenheim Hall
  - President's Office
  - Administrative Offices
- Hill Hall
  - Materials Science
  - Metallurgical and Materials Engineering
- Arthur Lakes Library
  - Library
- Marquez Hall
  - Petroleum Engineering
- Moly Building
  - Colorado Geological Survey
- Recreation Center
- Starzer Welcome Center
  - Admissions
  - Colorado School of Mines Alumni Association
  - Colorado School of Mines Foundation
- Stratton Hall
  - Humanities, Arts and Social Sciences
  - Applied Math and Statistics (not primary location)
- Steinhauer Field House
- Student Center
  - Financial Aid
  - Bookstore
  - Registrar
  - Student Life
- Student Health Center
- U.S Geological Survey
  - National Earthquake Information Center
  - National Landslide Information Center
- Volk Gymnasium
  - Physical Education and Athletics

また同校の屋外競技用施設は歴史的なCampbell Field及びDarden Fieldを含んでいる。
同校の建物の名誉者として以下の人物の名前が残されている
- Dr. Victor C. Alderson
- Edward L. Berthoud
- George R. Brown
- Dr. Regis Chauvenet
- Dr. Melville F. Coolbaugh
- Cecil H. and Ida Green
- Simon Guggenheim
- Nathaniel P. Hill
- Arthur Lakes
- Dr. Paul D. Meyer
- Winfield S. Stratton
- Russell K. Volk

## 学問分野
同校は3つのカレッジから組織されている。
- College of Applied Science and Engineering (CASE)
- College of Engineering and Computational Sciences (CECS)
- College of Earth Resource Sciences and Engineering (CERSE)

## ランキング
- "USA Today's Top 10 Engineering Schools 2015"：1位.[10]
- Mining Engineering, Top Universities：1位[11]
- Petroleum Engineering, U.S. News & World Report's 2017 Best Engineering Graduate Schools：5位[12]
- Nuclear Engineering, U.S. News & World Report's 2017 Best Engineering Graduate Schools：20位[13]
- U.S. News & World Report's 2015 "Top Public Schools":38位[14]
- U.S. News & World Report's 2015 "Best Engineering Graduate Schools"：35位
- U.S. News & World Report's 2017 "Best National Universities Rankings"：88位
- Times Higher Education's 2014 "World University Rankings"：139位
- Kiplinger's Personal Finance magazine’s 2014 "Best Values in Public Colleges.":82位/76位[15]

## 入学状況
2014年の入学状況については、12,340人の応募があり4,501人の合格を発表し(33.6%)999人(22.2%)が入学した。入学した生徒のSATの中間値が、Critical Readingが590-680点、Mathematicsが640-720点、Writingが560-650点となっている。ACTのレンジが28-32、GPAの平均が3.80となっている。学生の男女比は73.8%対26.2%となっている。

## 伝統
E-Days
春学期になると、学校全体で「E-days」(Engineering Days)を盛大に祝う。3日間のフェスティバルにおいて初日は金曜日から始まり、 "Ore Cart(トロッコ) Pull"から始まる。学生達はOre CartをColfax Ave.からデンバーのダウンタウンにあるコロラド州会議事堂までの7.5マイルを引っ張っていく。他にはダンボールで作ったボートで近くにあるClear Creekにてレースを行ったり、地域の投票で選ばれたアーティストによるコンサート、土曜には盛大な花火などが打ち上がり、各キャンパスが主催した小さいイベントなどが多く開催される。
M-Climb
新入生が強制ではないが出来るだけ参加して欲しい行事が「M-Climb」である。Zion山にある巨大モニュメント「M」まで10ポンド(約4.5kg)を運んで行き頂上まで到達する事によってMに制覇するという、新入生に対する簡単なしごきの一種である。達成する事によってこれからそれぞれの目標に向かって学校で耐えながら奮闘していく象徴の一環として大きな誇りとなる。
卒業時に4年生は再度Mを訪れ運んだ石を回収する。これは大学で学んだ知識やスキルを人生の次のステージに持っていくという意味もある。

## スポーツ
同校はスポーツも盛んで同校のチーム名は「Orediggers」と呼ばれる。NCAAのDivision IIのRocky Mountain Athletic Conferenceに18種の競技(バスケットボール、アメフト、レスリング、男子および女子野球、男子および女子クロスカントリー、男子ゴルフ、男子および女子サッカー、男子および女子水泳および飛び込み、男子および女子室内・室外陸上競技、女子バレーボールなど)で参加している。

## 著名な出身者
- Tesho Akindele：　メジャーリーグサッカーのFCダラス所属。2014年のルーキ－・オブ・ザ・イヤー
- Arden L. Bement, Jr.： アメリカ国立科学財団・理事長[17]
- Blake Carrington(架空の人物): 1981年にABCにて放送されたTVドラマ「Dynasty」に出てくるオイルメジャーの大物。
- シェイン・カーウィン：レスラー・総合格闘家。UFC元世界ヘビー級暫定王者[18]
- Antônio Ermírio de Moraes：　ブラジル最大財閥の総帥。経済紙フォーブスにて「最もリッチなブラジル男性人」の1人
- Wendell Fertig： 第二次世界大戦でのアメリカの英雄の一人
- Jan Miller：　全米技術アカデミー・理事
- Roger Rueff： 戯曲家
- ジョージ・ソーンダーズ： 作家・ジャーナリスト
- Marc Schiechl：　元NFLジャクソンビル・ジャガーズおよびアリーナフットボールLA Kissのラインバッカー
- Sao Kya Hseng|Sao Kya Seng： ミャンマー・Hsipaw出身の王族
- Robert H. Waterman Jr.：　ビジネス書「エクセレント・カンパニー」の共同執筆者